# Подводные лодки типа «A» (Норвегия)
Подводные лодки типа «A» (норв. A-klasse undervannsbåt) — серия норвежских дизель-электрических подводных лодок. Строились на германской верфи Germaniawerft в Киле в 1913—1914 годах. Всего было построено 4 подводные лодки класса «A», но из них на вооружение ВМС Норвегии поступили лишь три, четвёртая же с началом Первой мировой войны была конфискована германцами и вошла в состав германского флота под индексом UA. Она использовалась с 1916 года в роли учебной и с окончанием Первой мировой войны была пущена на слом. Норвежские же подводные лодки оставались в строю до 1940 года и с началом Второй мировой войны во время захвата Норвегии были затоплены или уничтожены экипажами.

## Представители
| Номер      | Спуск на воду | Судьба                            |
| ---------- | ------------- | --------------------------------- |
| A2         | 1913          | пущена на слом после 1940         |
| A3         | 1913          | затоплена экипажем 16 апреля 1940 |
| A4         | 1913          | затоплена экипажем 16 апреля 1940 |
| A5 (SM UA) | 9 мая 1914    | пущена на слом в 1919—1920        |